# Mona de Pascua
Pour les articles homonymes, voir Mona et Pascua.

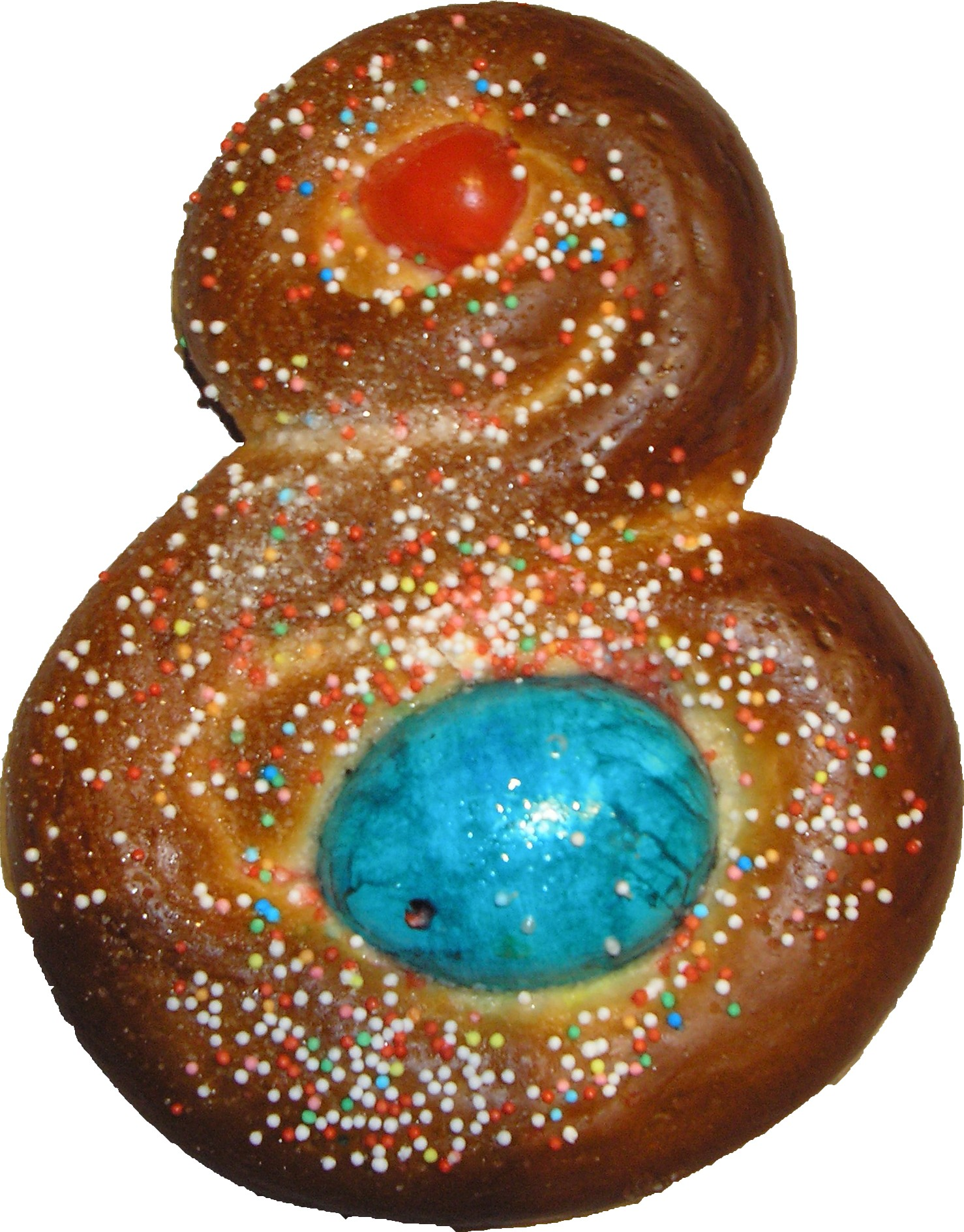
Mona traditionnelle.

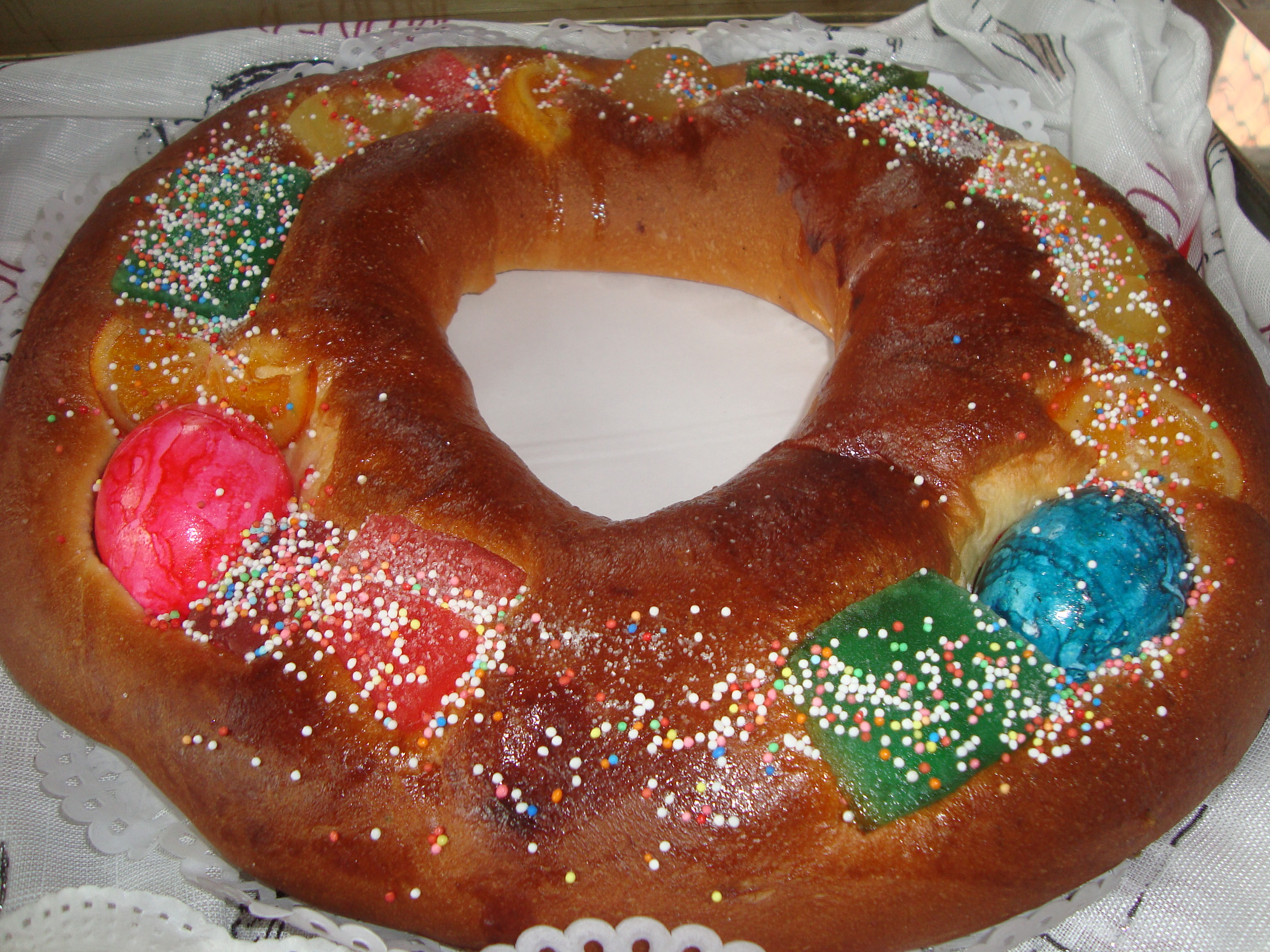
Mona de Pascua de deux œufs (Communauté valencienne).

La mona de Pascua ou mona est une brioche typique des régions de Murcie, d'Aragon, de la Communauté valencienne et de Catalogne, consommée à Pâques et dont la dégustation symbolise la fin du Carême.

## Origine
Le nom vient du terme arabe munna, qui signifie « provision de bouche », régal que les Maures offraient en cadeau à leurs seigneurs.
Le village le plus réputé en ce qui concerne sa fabrication est Alberic, situé dans la province de Valence, mais on en trouve toute l'année dans les villages voisins. Dans la plus grande partie de la Communauté valencienne, sa consommation se limite à la période de Pâques ; dans les Îles Baléares et en Catalogne, on ne la déguste que le jour de Pâques.

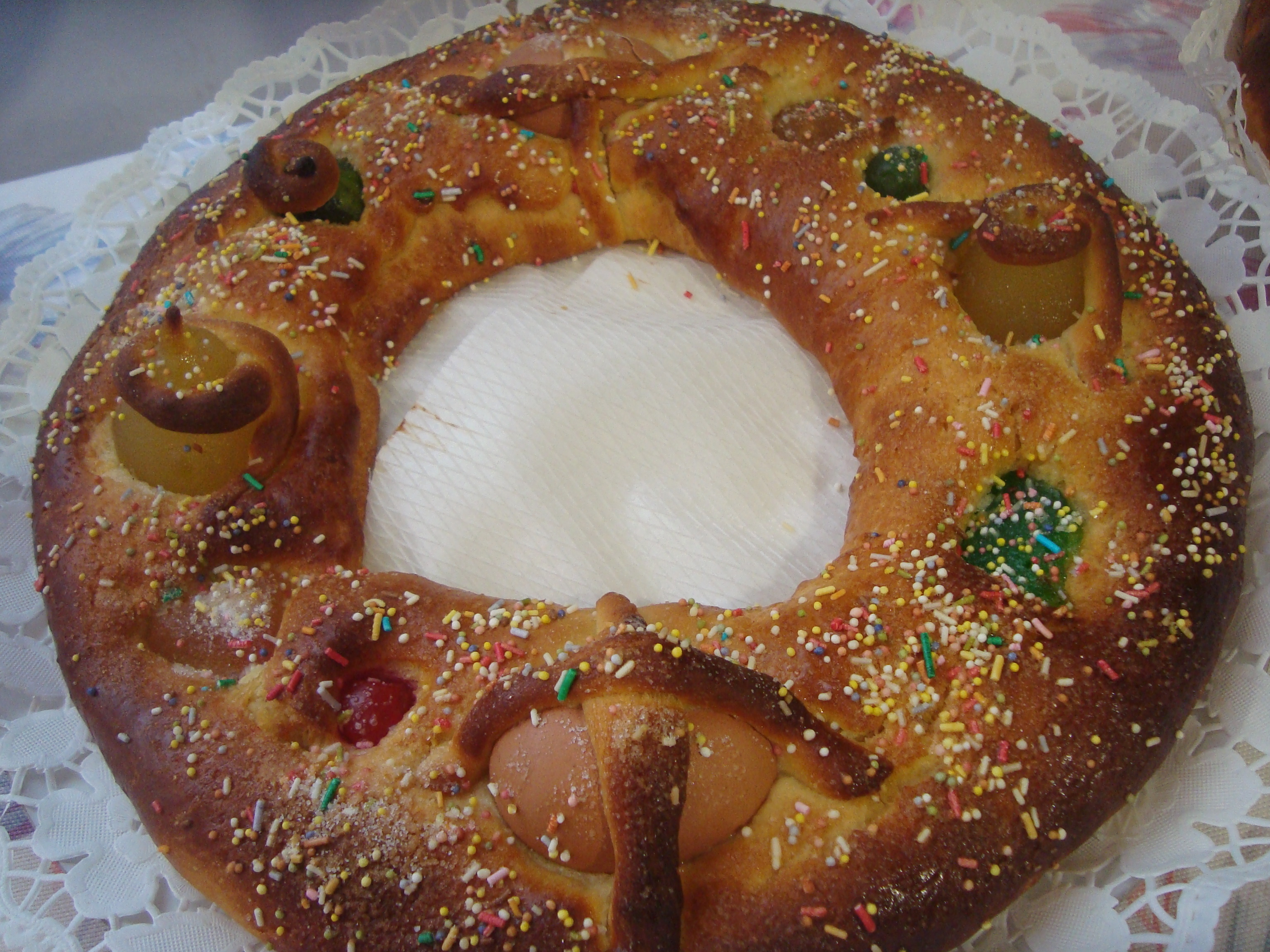
Mona de Pascua (Communauté valencienne).

## Composition

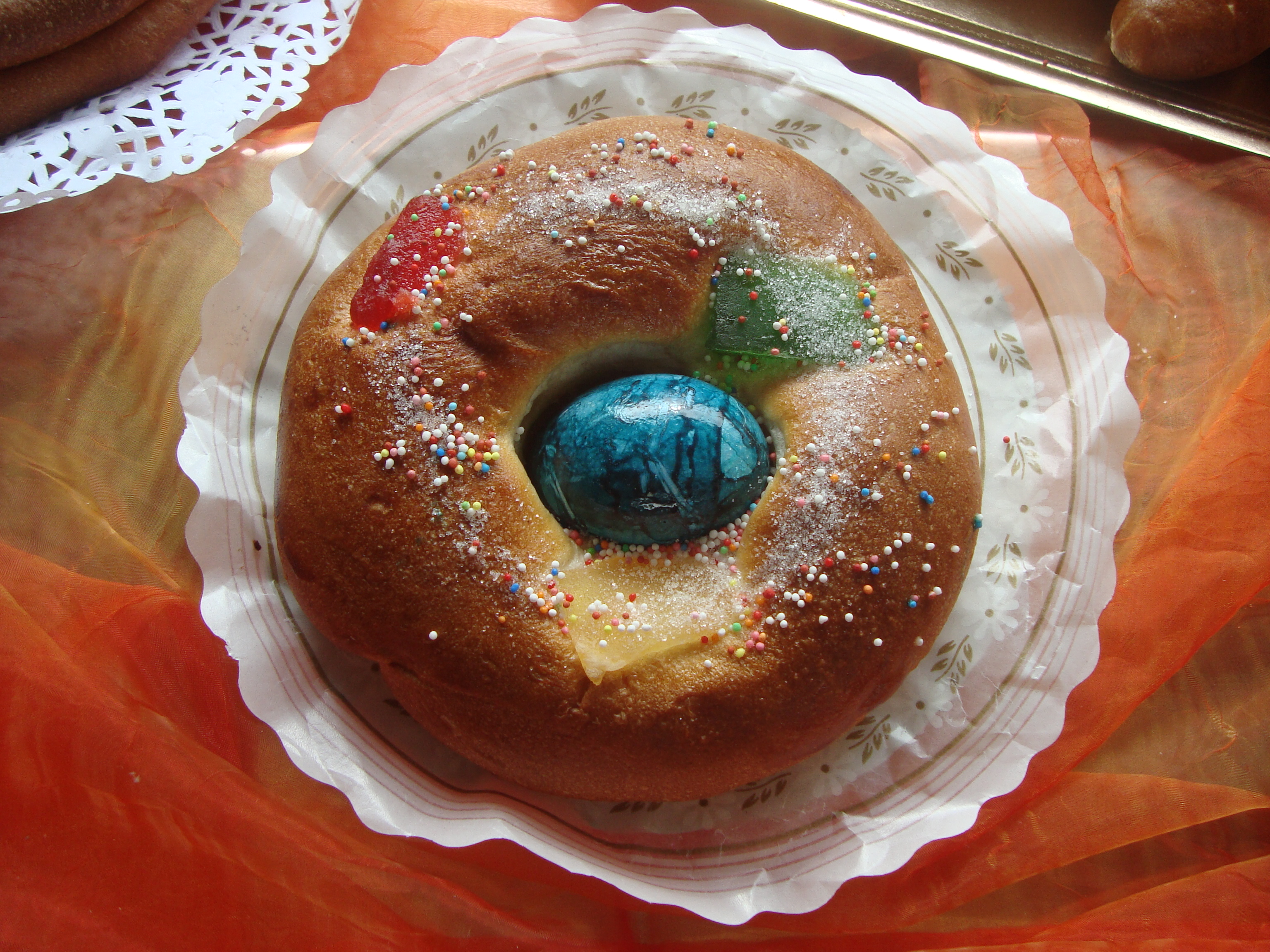
Mico de Pascua d'un œuf (Torreblanca, Communauté valencienne).

La mona est faite de farine, sucre, œufs et sel, longuement malaxés ; la pâte doit reposer une heure avant la cuisson.

## Variétés

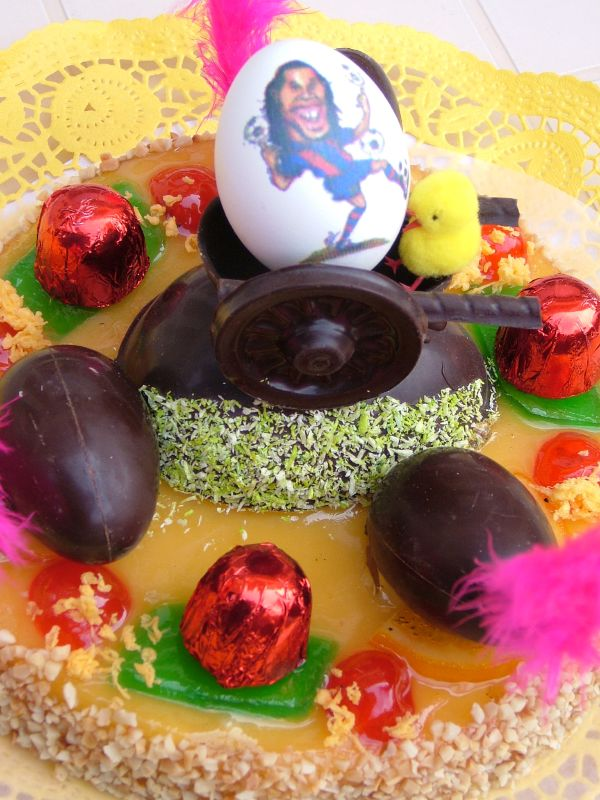
Mona catalane.

Il en existe plusieurs variétés. Celle qui est consommée tout au long de l'année est connue sous le nom de panquemado. Celle de Pâques comporte un ou plusieurs œufs durs dont la coquille est peinte. Ces œufs sont utilisés comme éléments de décoration et peuvent également servir à donner une forme au gâteau.
Les formes de monas sont très diverses, mais représentent souvent un animal comme le serpent, le lézard ou le singe (en espagnol mono au masculin et mona au féminin). Pour la finition de la décoration, les monas peuvent être recouvertes de grains de sucre colorés.
Différentes sortes traditionnelles de monas coexistent. La plus ancienne est la valenciana qui prend parfois la forme d'une couronne. La mona catalane est composée d'une base de gâteau, de crème pâtissière et de chocolat ou de confiture, recouverte de crème catalane brûlée et décorée d'amandes sur le pourtour, et présentée avec des œufs durs peints ou enveloppés de papier coloré. À Minorque, la mona est souvent recouverte de meringue. 
Peu à peu, les œufs de poule, bien que toujours très populaires, ont été remplacés par des œufs en chocolat. Les ornements en chocolat ont pris aussi une importance croissante et au XXe siècle, certains chefs pâtissiers décorent la mona de sculptures qui peuvent atteindre de grandes dimensions, faites uniquement avec du chocolat noir.

## Coutumes et traditions

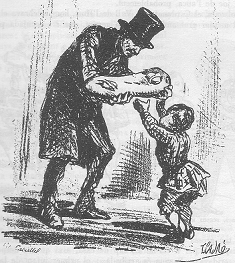
Un parrain offrant une mona à son filleul, vers 1865-1866.

La mona est souvent accompagnée, les jours de Pâques, d'une longaniza de Pascua, (charcuterie typique de la communauté valencienne et de la proche comarque aragonaise de Maestrazgo), lorsqu'elle est sucrée et ne comporte pas d'œuf, on la déguste avec du chocolat.
Une habitude populaire consiste à commencer d'écaler l'œuf dur sur le front d'une autre personne.
Traditionnellement le dimanche de Pâques, après la messe, les parrains offrent la mona à leurs filleuls. Il est aussi de coutume de faire une excursion à la campagne l'après-midi pour manger la mona et jouer au cerf-volant.
Le lundi de Pâques, les membres de deux ou trois familles ou des groupes d'amis se réunissent pour déguster la mona et festoyer ; le repas se compose notamment de côtelettes de mouton, de lapin cuit à la braise, de paella et surtout de vin.